# Leafs
Jahmil Dapaloe (Almere, 3 oktober 2001), beter bekend onder zijn artiestennaam Leafs, is een Nederlands rapper. Hij staat onder contract bij het platenlabel Noah's Ark.

## Levensloop
Dapaloe was in zijn jonge jaren al bezig met muziek maken maar bracht in 2015 pas nummers uit via YouTube en Soundcloud, deel uitmakend van de groep Beast Boys.
In oktober 2016 besloot hij vanwege het feit dat hij 15 jaar was geworden de single Race met bijbehorende videoclip uit te brengen. Dankzij dit nummer kwam hij via producer Ramiks op de radar van platenlabel Noah's Ark en datzelfde jaar tekende hij ben hen een contract. In december 2016 bracht Dapaloe zijn eerste single Shawty uit en daarmee werd hij de jongste artiest ooit bij Noah's Ark.
In mei 2017 bracht Dapaloe zijn eerste EP uit genaamd Feals. Een aantal maanden later in december 2017 bracht Dapaloe zijn tweede EP genaamd Adventures uit, deze EP behaalde de 8e positie in de Nederlandse Album Top 100 en bleef daar twintig weken in staan. Tevens was Dapaloe dat zelfde jaar te zien op WOO HAH!.
In 2018 bracht Dapaloe meerdere singles uit en werkte hij samen met artiesten zoals Ronnie Flex en SFB. Ook bracht hij eind Juli 2018 zijn derde project uit genaamd Life Of A Teenage Rockstar. Tevens trad hij op bij muziekfestivals zoals Lowlands. Datzelfde jaar maakte hij tevens zijn acteerdebuut in de AVROTROS-serie Vakkenvullers.
In 2024 deed Dapaloe mee aan het televisieprogramma Het perfecte plaatje in Thailand. Datzelfde jaar vertolkte hij tevens de rol van Jeffrey in de bioscoopfilm De jackpot.

## Discografie

### Albums
| Jaar | Album                      | Vlag van Nederland | Vlag van Nederland | Vlag van België | Vlag van België | Opmerkingen                                |
| Jaar | Album                      | 100                | weken              | 200             | weken           | Opmerkingen                                |
| ---- | -------------------------- | ------------------ | ------------------ | --------------- | --------------- | ------------------------------------------ |
| 2017 | Feals                      | -                  | -                  | -               | -               | geen hitnoteringen                         |
| 2017 | Adventures                 | 8                  | 20                 | -               | -               | geen hitnotering in België                 |
| 2018 | Life Of A Teenage Rockstar | 10                 | 10                 | 63              | 5               |                                            |
| 2019 | Based Universe             | 7                  | 6                  | 47              | 3               | in samenwerking met Jacin Trill            |
| 2019 | Sensei                     | 10                 | 4                  | 81              | 2               | nummers met onder andere JoeyAK en Lauwtje |
| 2020 | Harakiri                   | -                  | -                  | -               | -               |                                            |

### Singles
| Jaar | Act                                 | Nummer         | Vlag van Nederland | Vlag van Nederland | Opmerkingen                                              |
| Jaar | Act                                 | Nummer         | 100                | weken              | Opmerkingen                                              |
| ---- | ----------------------------------- | -------------- | ------------------ | ------------------ | -------------------------------------------------------- |
| 2016 | Leafs met SMITH2K                   | RACE           | -                  | -                  | geen hitnotering                                         |
| 2016 | Leafs                               | Shawty         | -                  | -                  | geen hitnotering                                         |
| 2017 | Leafs met Ramiks                    | Mikado         | tip 10             | 2                  |                                                          |
| 2017 | Leafs met Ramiks en Sevn Alias      | On me          | -                  | -                  | geen hitnotering                                         |
| 2017 | Leafs met Bokoesam                  | Yokomokohama   | -                  | -                  | geen hitnotering                                         |
| 2017 | Leafs met Ramiks                    | Mamacita       | 64                 | 15                 |                                                          |
| 2018 | Leafs met Ronnie Flex               | Wat is Love    | 2                  | 4                  |                                                          |
| 2018 | Leafs met SFB en Dopebwoy           | Drip           | 4                  | 15                 | tip 4 in Nederlandse Top 40 / tip in Vlaamse Ultratop 50 |
| 2018 | Leafs met Ramiks                    | Swish          | 65                 | 2                  |                                                          |
| 2018 | Leafs                               | IG Girls       | tip 5              | 2                  |                                                          |
| 2018 | Leafs                               | My Ride        | tip 2              | 2                  |                                                          |
| 2019 | Leafs met Jacin Trill               | 10 + 4         | 50                 | 2                  | tip in Vlaamse Ultratop 50                               |
| 2019 | Leafs met Jacin Trill               | Geheim         | tip 3              | 4                  |                                                          |
| 2019 | Leafs met Jacin Trill               | Based Universe | tip 26             | 1                  |                                                          |
| 2019 | Leafs met Jacin Trill               | MY Slime       | tip 4              | 1                  |                                                          |
| 2019 | Leafs                               | G.O.A.T.       | tip 18             | 1                  |                                                          |
| 2020 | Leafs met LA$$A, Bryan Mg en Geechi | PC Hooftstraat | 78                 | 1                  |                                                          |

## Filmografie

### Film
- 2024: De jackpot, als Jeffrey

### Televisie

#### Als acteur
- 2018-2022: Vakkenvullers, als Daryl
- 2024: Rwina, als Leroy

#### Overig
- 2024: Het perfecte plaatje in Thailand, deelnemer